# Free Infrastructure
Free Infrastructure (anciennement PN), est une société filiale du groupe Iliad dédiée au développement et à la construction de réseau de fibre optique. La société a été renommée Free Infrastructure en février 2007 lors de sa reprise par le Groupe Iliad.
Cette société est notamment dédiée à la construction du réseau FTTH de Free. Elle a été créée dans le plus grand secret par Xavier Niel, fondateur et actionnaire majoritaire du Groupe Iliad, puis repris par le Groupe Iliad.

## Présentation
Selon différentes sources, [réf. nécessaire] PN (ancien nom de Free Infrastructure) signifierait soit Patrimoine Niel (du nom de Xavier Niel) soit Paris Numérique (du nom du plan lancé par la mairie de Paris : Paris Ville Numérique visant notamment à faciliter l'essor de la fibre optique à Paris).
Le site Internet de Free Infrastructure a été ouvert le 31 août 2007. On peut[Qui ?] y trouver des explications pour les bailleurs et copropriétaires ainsi que pour les utilisateurs finaux avec une présentation de l'offre FTTH de Free. L'offre de mutualisation (nommée "Offre d'accès à la boucle locale optique de Free Infrastructure") du réseau FTTH de Free pour les exploitants de réseaux ouverts au public L. 33-1 est également disponible sur le site de Free Infrastructure[pertinence contestée][source insuffisante].

## Historique
2006 : Création
2007 : Campagne de lancement
2023 : Free Infrastructure est renommé Réseau Optique de France

## Financement
En 2010, la BEI (Banque européenne d’investissement) avait alloué 150 millions à Free.
En 2012, Free a reçu 200 millions d’euros pour le déploiement de la fibre optique, à la suite d'un contrat de financement signé le 27 août 2012 avec la BEI.

## Raccord et activation
Depuis 2007, Free Infrastructure a activé ses NRO dans plusieurs villes françaises, dont Paris, Île-de-France, Lille, Valenciennes, Toulouse, Montpellier, Nantes et Rennes.
D'autres villes disposent de NRO en attente d'activation.